# قله فوسا
قله فوسا (انگلیسی: Fussa Peak) یک قله آتشفشانی در جزایر کوریل کشور روسیه است.